# República de Vermont
La República de Vermont (en anglès: Republic of Vermont i en francès: République du Vermont ), coneguda oficialment en aquell moment com a Estat de Vermont (en anglès: State of Vermont francès: État du Vermont), va ser un estat independent de Nova Anglaterra que va existir des del 15 de gener de 1777 fins al 4 de març de 1791. L'estat es va fundar el gener de 1777, quan els delegats de 28 ciutats de Vermont es van reunir i van declarar la independència de les jurisdiccions i reclamacions de terres de les colònies britàniques de Quebec, New Hampshire i Nova York. La república va existir durant els següents catorze anys, encara que sense el econeixement diplomàtic de cap altra potència estrangera. El 4 de març de 1791, l'estat va ser admès als Estats Units com a Estat de Vermont, la seva constitució i lleis estatals independents van continuar en vigor després de l'admissió.
Els delegats van prohibir l'esclavitud a adults a la seva república, tot i que la constitució de Vermont va continuar permetent l'esclavitud d'homes menors de 21 anys i dones menors de 18 anys. Molts habitants de Vermont van participar en la revolució americana al costat del bàndol revolucionari, malgrat això el Congrés continental no va reconèixer la independència de Vermont (territori que aleshores també era conegut amb el nom de les Concessions de Nou Hampshire) a causa de les objeccions de Nova York, que tenia reivindicacions territorials a Vermont. En resposta a això, els membres que representaven Vermont van dur a terme negociacions amb el bàndol lleialista per unir-se a la província de Quebec, que van ser acceptades pels britànics, que van oferir condicions generoses per a la reunió de la república. Quan els britànics es van rendir al setge de Yorktown el 1781, però, la independència americana es va fer inevitable. Vermont, que va quedar vorejat per tres costats de territori nord-americà, va posar fi a les negociacions amb Gran Bretanya i, en canvi, va negociar els termes per formar part dels Estats Units.
Molts dels seus ciutadans preferien una unió política amb els Estats Units en lloc de la independència total. Mentre que el congrés continental americà no va permetre un escó per a Vermont, Vermont va contractar William Samuel Johnson, representant de Connecticut, per promoure els seus interessos. El 1785, l'Assemblea General de Vermont va concedir a Johnson el títol de l'antic King's College Tract com a forma de compensació per representar Vermont.

## Nom
La constitució i altres documents oficials es referien al país amb el nom d'"Estat de Vermont". La constitució de 1777 es refereix a Vermont de manera diversa: el tercer paràgraf del preàmbul, per exemple, l'anomena "Estat de Vermont", i a l'últim paràgraf del preàmbul, la constitució es refereix a si mateixa com "la Constitució de la Commonwealth". La moneda utilitzada pel país, el coure de Vermont, que portava una inscripció que deia Vermontis. Res. Publica., que en llatí significa: República de Vermont.
Abans del 2 de juny de 1777, també era coneguda com la República de Nou Connecticut (en anglès: Republic of New Connecticut i en francès: République du Nouveau Connecticut) o com la República de les Muntanyes Verdes (en anglès: Republic of the Green Mountains i en francès: République des Verts Monts)

## Història
Després de 1724, la província de la badia de Massachusetts va construir Fort Dummer a prop de Brattleboro, així com altres tres forts al llarg de la part nord del riu Connecticut per protegir-se de les incursions dels nadius americans més al sud a l'oest de Massachusetts. Després de 1749, Benning Wentworth, el governador reial de Nou Hampshire, va concedir terres a qualsevol persona en un pla de concessió de terres dissenyat per enriquir-se a ell i a la seva família. Després de 1763, els assentaments van augmentar a causa d'alleujerament de les preocupacions de seguretat després del final de les guerres franco-índies. La província de Nova York havia fet concessions de terres, sovint en àrees que se superposaven a subvencions similars fetes per la província de Nou Hampshire ; aquest problema va haver de ser resolt pel rei el 1764, que va concedir el territori a Nova York, però la zona era coneguda popularment com a les "Concessions de Nou Hampshire". Els "Green Mountain Boys ", liderats per Ethan Allen, van ser una força de milícies de Vermont que va donar suport a les reivindicacions de New Hampshire i va lluitar contra els britànics durant la Revolució Americana.
- Moneda de Vermont amb el passatge VERMONTIS. RES. PUBLICA. a l'anvers, i el lema"STELLA QUARTA DECIMA"al revés
- Gravat de Thomas Chittenden, primer i tercer governador de la República de Vermont, i primer governador de l'estat deVermontamb més mandats de governador celebrats fins ara
- L'antiga Casa de la Constitució deWindsor, Vermont, on es va signar la constitució de 1777, també s'anomena el lloc de naixement de Vermont.

## Fundació
Després de la controvèrsia entre els titulars de les concessions de Nova York i les de New Hampshire, Ethan Allen i la seva milícia, els "Green Mountain Boys" van suprimir els lleialistes. El 15 de gener, una convenció de representants de les ciutats del territori va declarar la independéncia de la regió, escollint el nom de República de Nou Connecticut (tot i que de vegades era coneguda col·loquialment com la República de les Muntanyes Verdes). El 2 de juny d'aquell any, el nom es va canviar oficialment per "Vermont" (del francès, les verts monts, que significa les Muntanyes Verdes) a proposta de Thomas Young, membre dels Sons of Liberty, líder del Boston Tea Party i mentor d'Ethan Allen.
El poema de John Greenleaf Whittier The Song of the Vermonters, 1779 descriu el període en forma de balada. Publicat per primera vegada de manera anònima, el poema tenia característiques en l'última estrofa que eren semblants a la prosa d'Ethan Allen i van fer que s'atribuïssin a Allen durant gairebé 60 anys. L'última estrofa diu:
| « | Veniu a York o a Hampshire, veniu a traïdors o ganivets Si governeu la nostra terra, governaràs les nostres tombes; El nostre vot es registra: la nostra pancarta desplegada. En nom de Vermont desafiarem a tot el món! | » |

El 20 d'agost de 1781, el Congrés de la Confederació dels Estats Units va aprovar resolucions dient que no consideraria l'admissió d'aquest estat a la Unió tret que Vermont renunciés a les seves reclamacions sobre el territori a l'est del riu Connecticut i a l'oest del llac Champlain.

## Constitució i marc de govern
La Constitució de Vermont va ser redactada i ratificada a la Windsor Tavern d'Elijah West el 1777. Els colons de Vermont, que buscaven la independència de Nova York, van justificar la seva constitució sobre la mateixa base que les primeres constitucions estatals de les antigues colònies: l'autoritat deriva del poble. Com assenyala l'historiador Christian Fritz a American Sovereigns: The People and America's Constitutional Tradition before the Civil War :
| « | Es veien a si mateixos com una regió diferent fora de la jurisdicció legítima de Nova York. Posseir una població identificable o "un poble" els va permetre els mateixos drets constitucionals d'autogovern que altres "pobles" de la confederació americana. | » |

La constitució de Vermont es va modelar inspirant-se de la constitució radicalment democràtica de Pennsilvània a proposta de Young, que va treballar amb Thomas Paine i altres en aquell document de 1776 a Filadèlfia. </link>
Durant el seu temps com a estat independent, el govern va emetre la seva pròpia moneda i moneda i va operar el servei postal. La moneda era coneguda com el coure de Vermont, i la seva casa de moneda va ser operada per Reuben Harmon a East Rupert des de 1785 fins a 1788. El cap de l'executiu de l'estat s'anomenava governador.
El governador de Vermont, Thomas Chittenden, amb el consentiment del seu consell i de l'Assemblea General, va nomenar comissaris del govern nord-americà amb seu a Filadèlfia. Vermont va participar en negociacions diplomàtiques amb els Estats Units, els Països Baixos i França.
Després que una força composta per britànics i mohawk assaltessin diversos assentaments de Vermont al durant l'episodi conegut com la incursió de Royalton de 1780, Ethan Allen va dirigir un grup de polítics de Vermont en discussions secretes amb Frederick Haldimand, el governador general de la província de Quebec, sobre el retorn de Vermont al domini britànic.

### Simbolisme del número catorze
Gran part del simbolisme associat a Vermont durant aquest període va expressar un desig d'unió política amb els Estats Units. El número catorze es refereix al desig de que Vermont entrés a formar part de la unió que aleshores estava composta per tretze estats.
Les monedes de Vermont encunyades els anys 1785 i 1786 portaven la inscripció llatina "STELLA QUARTA DECIMA" (que significa "la catorzena estrella"). El Gran Segell de Vermont, dissenyat per Ira Allen, inclou al centre un pi de 14 branques.

## Unió
El 6 de març de 1790, la legislatura de Nova York va admetre l'estat de Vermont, sempre que un grup de comissaris que representava Nova York i un grup similar que representava Vermont poguessin acordar el límit. Els negociadors de Vermont van insistir a resoldre també les disputes immobiliàries en lloc de deixar que les resolgués més tard un tribunal federal. El 7 d'octubre, els comissaris van proclamar que les negociacions van finalitzar amb èxit, amb un acord que Vermont pagaria 30.000 dòlars a Nova York per ser distribuïts entre els novaiorquesos que reclamaven terres a Vermont sota patents de terres de Nova York. L'Assemblea General de Vermont va autoritzar llavors una convenció per considerar una sol·licitud d'admissió a la "Unió dels Estats Units d'Amèrica". La convenció es va reunir a Bennington, el 6 de gener de 1791. El 10 de gener de 1791, la convenció va aprovar una resolució per presentar una sol·licitud per unir-se als Estats Units amb un vot de 105 a favor i 2 en contra. Vermont va ser admès a la Unió per decret del 1 Stat. 191 del 4 de març de 1791. L'acta d'admissió de Vermont és la més curta de totes les admissions estatals, i Vermont és "l'únic estat admès sense condicions de cap tipus, ja siguin les prescrites pel Congrés o l'estat del qual va ser tallada". El 4 de març se celebra a Vermont com el Dia de Vermont.
El nord del país, els estats més petits i d'altres estats van donar suport a l'admissió de Vermont. Thomas Chittenden va exercir com a governador de Vermont durant la major part d'aquest període i es va convertir en el seu primer governador com a estat membre dels Estats Units.
La constitució de l'estat de Vermont de 1793 va fer relativament pocs canvis a la constitució de l'estat de Vermont de 1786, que, al contrari, havia succeït la constitució de 1777. Va conservar moltes de les seves idees originals, com s'ha assenyalat anteriorment, i va mantenir la separació de poders. Es manté vigent amb diverses esmenes.